# Liste des lacs en Guinée
La liste des lacs en Guinée répertorie la liste non exhaustive des lacs présents sur le territoire guinéen.

## Lacs notoires et catégories de lacs présents dans le pays
La liste ci-dessous distingue grossièrement quelques types de lacs : 
- les lacs naturels.
- les lacs artificiels.
- les lacs de barrages

## Liste des lacs
Les lacs saisonniers gueloudala, wehdou cheyweh, montegondi, temadala, bako moudala, tabakorodala, talamdala, karamokodala et l'étang de beyla, laine ne sont pas listés parmi les lacs.